# كيث ويبر (لاعب كرة قدم)
كيث ويبر (بالإنجليزية: Keith Webber)‏ هو لاعب كرة قدم بريطاني في مركز الهجوم، ولد في 5 يناير 1943 في كارديف في المملكة المتحدة، وتوفي في 26 سبتمبر 1983 في Marford ‏ في المملكة المتحدة بسبب نوبة قلبية. لعب مع برايتون أند هوف ألبيون وستوكبورت كونتي ونادي إيفرتون ونادي باري تاون يونايتد ونادي تشستر سيتي ونادي دونكاستر روفرز ونادي ريكسهام ونادي ريل ونادي موركامب.